# Hội đồng Bộ trưởng Liên Xô
Hội đồng Bộ trưởng Liên Xô (tiếng Nga: Совет министров СССР, chuyển tự: Sovet Ministrov SSSR, IPA: [sɐˈvʲet mʲɪˈnʲistrəf ˌɛsˌɛsˌɛsˈɛr]), đôi khi được viết tắt là Sovmin và cũng được gọi là Xô viết Bộ trưởng, là chính phủ về pháp lý của Liên Xô từ năm 1946 đến năm 1991.
Năm 1946, Hội đồng Dân ủy Liên Xô được cải tổ thành Hội đồng Bộ trưởng và các bộ dân ủy được đổi tên thành các bộ. Hội đồng Bộ trưởng ban hành văn bản căn cứ vào pháp luật có hiệu lực tại các nước cộng hòa của Liên Xô. Tuy nhiên, những quyết định quan trọng nhất được đưa ra thông qua tuyên bố chung với Ban Chấp hành Trung ương Đảng Cộng sản Liên Xô, là cơ quan có quyền lực thực tế lớn hơn Hội đồng Bộ trưởng. Năm 1991, Hội đồng Bộ trưởng bị giải thể và được thay thế bằng Nội các Bộ trưởng nhưng bản thân Nội các Bộ trưởng cũng bị giải thể khi Liên Xô tan rã.
Từ năm 1946 đến năm 1991, bảy người giữ chức vụ chủ tịch Hội đồng Bộ trưởng. Sau khi Nikita Khrushchyov bị cách chức Bí thư thứ nhất Đảng Cộng sản Liên Xô và chủ tịch Hội đồng Bộ trưởng, Ban Chấp hành Trung ương ban hành quy định cấm một người kiêm nhiệm chức vụ bí thư thứ nhất và chủ tịch Hội đồng Bộ trưởng. Đoàn Chủ tịch Hội đồng Bộ trưởng là cơ quan quyết định tập thể của chính phủ. Chủ tịch Hội đồng Bộ trưởng, phó chủ tịch thứ nhất, các phó chủ tịch, bộ trưởng, chủ tịch Ủy ban nhà nước và chủ tịch Hội đồng Bộ trưởng các nước cộng hòa của Liên Xô đều là thành viên Đoàn Chủ tịch Xô viết Tối cao Liên Xô.

## Lịch sử
| Chủ tịch                         | Nhiệm kỳ  |
| -------------------------------- | --------- |
| Iosif Vissarionovich Stalin      | 1946–1953 |
| Georgy Maksimilianovich Malenkov | 1953–1955 |
| Nikolay Aleksandrovich Bulganin  | 1955–1958 |
| Nikita Sergeyevich Khrushchyov   | 1958–1964 |
| Aleksey Nikolayevich Kosygin     | 1964–1980 |
| Nikolay Aleksandrovich Tikhonov  | 1980–1985 |
| Nikolay Ivanovich Ryzhkov        | 1985–1991 |

Tháng 3 năm 1946, Hội đồng Dân ủy được cải tổ thành Hội đồng Bộ trưởng và các bộ dân ủy được đổi tên thành các bộ. Khi Iosif Stalin qua đời vào năm 1953, một cuộc tranh giành quyền lực nổ ra giữa phe Chính phủ của chủ tịch Hội đồng Bộ trưởng Georgy Malenkov và phe Đảng của Bí thư thứ nhất Đảng Cộng sản Liên Xô Nikita Khrushchyov. Malenkov thua cuộc và bị  cách chức chủ tịch Hội đồng Bộ trưởng vào năm 1955. Nikolai Bulganin kế nhiệm Malenkov nhưng cũng bị cách chức vì đã tham gia Tập đoàn phản Đảng nhằm lật đổ Khrushchyov vào năm 1957. Khrushchyov kế nhiệm Bulganin và kiêm nhiệm cả hai chức vụ bí thư thứ nhất và chủ tịch Hội đồng Bộ trưởng.
Sau khi Khrushchyov bị hạ bệ, Ban Chấp hành Trung ương ban hành quy định cấm một người kiêm nhiệm hai chức vụ bí thư thứ nhất và chủ tịch Hội đồng Bộ trưởng. Aleksey Nikolayevich Kosygin giữ chức chủ tịch Hội đồng Bộ trưởng và phụ trách quản lý kinh tế trong khi Leonid Ilyich Brezhnev giữ chức bí thư thứ nhất và phụ trách những vấn đề đối nội khác. Vào cuối thời kỳ Brezhnev, chức vụ chủ tịch Đoàn Chủ tịch Xô viết Tối cao trở thành chức vụ quyền lực thứ hai của Liên Xô thay thế chủ tịch Hội đồng Bộ trưởng. Sau khi Nikolai Podgorny bị cách chức chủ tịch Đoàn Chủ tịch Xô viết Tối cao vào năm 1977, vai trò của Kosygin suy giảm trong khi Brezhnev tăng cường quyền kiểm soát đối với bộ máy nhà nước.
Năm 1980, Kosygin từ chức và được Phó Chủ tịch thứ nhất Nikolay Aleksandrovich Tikhonov kế nhiệm. Tikhonov bị Mikhail Gorbachyov buộc phải nghỉ hưu vào ngày 27 tháng 9 năm 1985 theo các quy định do Leonid Brezhnev, Yuri Andropov và Konstantin Chernenko đặt ra. Nikolai Ryzhkov, một nhà cải cách nửa vời, kế nhiệm Tikhonov. Ryzhkov không tin vào việc phi quốc hữu hóa và cải cách tiền tệ năm 1989 nhưng ủng hộ thành lập một nền kinh tế "thị trường có sự điều tiết". Năm 1991, Valentin Pavlov kế nhiệm Ryzhkov. Trong cùng năm, Hội đồng Bộ trưởng bị giải thể và được thay thế bằng Nội các Bộ trưởng.

## Chức năng, nhiệm vụ và quyền hạn
Hội đồng Bộ trưởng là cơ quan hành chính nhà nước cao nhất của Liên Xô. Hội đồng Bộ trưởng gồm chủ tịch, phó chủ tịch thứ nhất, các phó chủ tịch, bộ trưởng, chủ tịch ủy ban nhà nước và chủ tịch Hội đồng Bộ trưởng của các nước cộng hòa của Liên Xô. Chủ tịch Hội đồng Bộ trưởng cũng có quyền đề nghị Xô viết Tối cao Liên Xô bầu những thành viên khác của Hội đồng Bộ trưởng. Hội đồng Bộ trưởng được bầu ra trong một phiên họp liên tịch của Xô viết Liên bang và Xô viết Quốc gia. Nhiệm kỳ của Hội đồng Bộ trưởng theo nhiệm kỳ của Xô viết Tối cao.
Hội đồng Bộ trưởng chịu trách nhiệm trước Xô viết Tối cao hoặc Đoàn Chủ tịch Xô viết Tối cao giữa hai kỳ họp Xô viết Tối cao và thường xuyên báo cáo công tác trước Xô viết Tối cao. Hội đồng Bộ trưởng có nhiệm vụ quản lý nhà nước về những lĩnh vực không thuộc thẩm quyền của Xô viết Tối cao hoặc Đoàn Chủ tịch Xô viết Tối cao, bao gồm:
- Quản lý về kinh tế quốc dân, văn hóa, xã hội.
- Đề xuất, xây dựng kế hoạch 5 năm về phát triển kinh tế xã hội và dự toán ngân sách nhà nước trình Xô viết Tối cao.
- Bảo vệ quyền và lợi ích của nhà nước, tài sản xã hội chủ nghĩa, trật tự công cộng và quyền công dân.
- Bảo vệ an ninh quốc gia.
- Chỉ đạo hoạt động của Lực lượng Vũ trang Liên Xô và quyết định chỉ tiêu tuyển nghĩa vụ quân sự.
- Quyết định chính sách đối ngoại và hợp tác thương mại, kinh tế, khoa học kỹ thuật, văn hóa với nước ngoài; quyết định phê duyệt hoặc hoặc chấm dứt hiệu lực của điều ước quốc tế mà Liên Xô là thành viên.
- Thành lập tổ chức kinh tế, phát triển văn hóa xã hội, quốc phòng trực thuộc Hội đồng Bộ trưởng khi cần thiết.

Hội đồng Bộ trưởng ban hành nghị định, nghị quyết và kiểm tra việc chấp hành nghị định, nghị quyết. Mọi cơ quan, tổ chức đều phải chấp hành các nghị định, nghị quyết của Hội đồng Bộ trưởng. Hội đồng Bộ trưởng có quyền đình chỉ việc thi hành văn bản của Hội đồng Bộ trưởng hoặc các cơ quan, tổ chức trực thuộc Hội đồng Bộ trưởng. Hội đồng Bộ trưởng chỉ đạo, phối hợp hoạt động của các bộ các nước cộng hòa liên bang, các bộ liên bang, các ủy ban nhà nước và các cơ quan khác trực thuộc Hội đồng Bộ trưởng. Quyền hạn của Hội đồng Bộ trưởng, Đoàn Chủ tịch Hội đồng Bộ trưởng và quan hệ của Hội đồng Bộ trưởng với các cơ quan cấp dưới được quy định tại Luật Tổ chức Hội đồng Bộ trưởng.

## Cơ cấu tổ chức

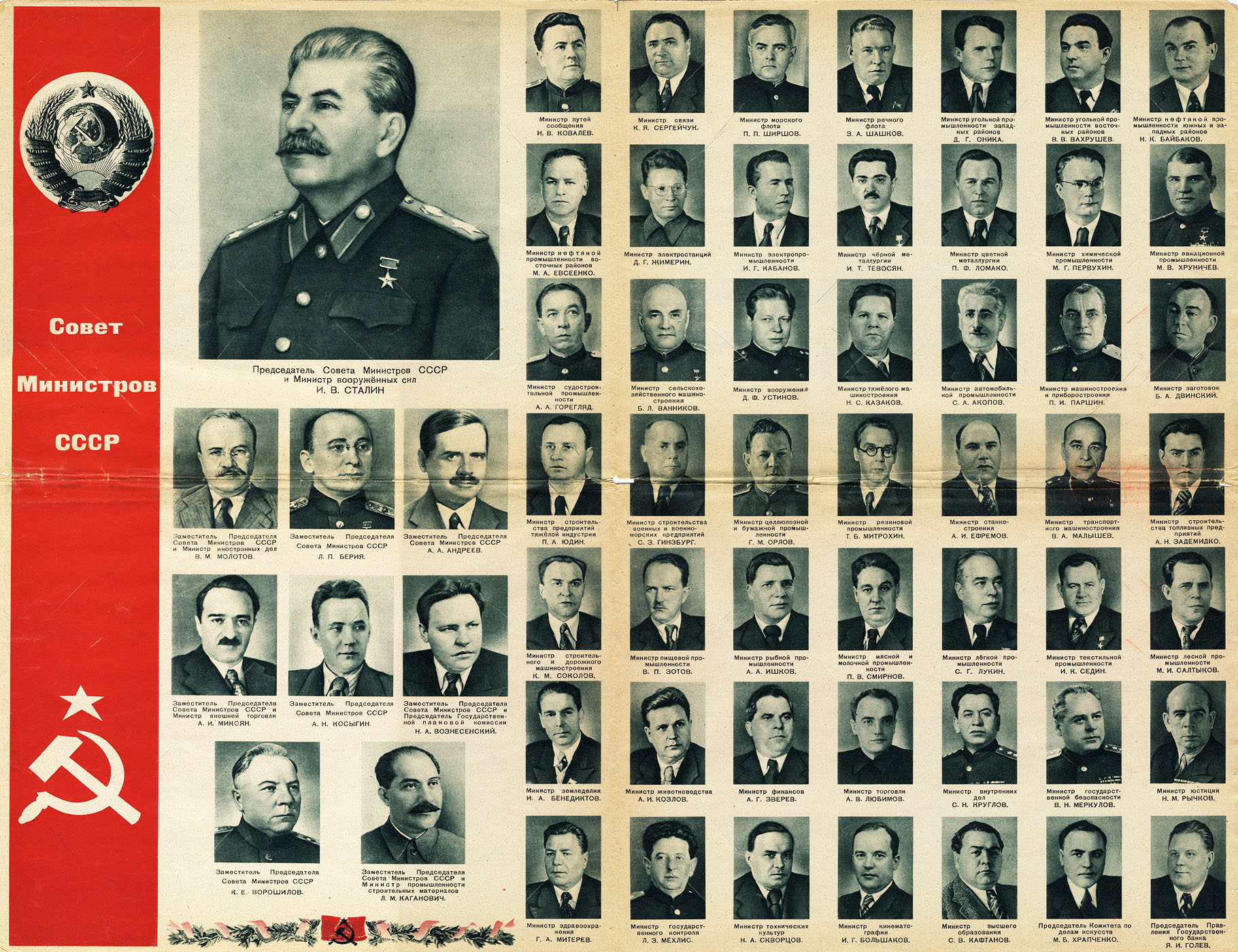
Thành phần Hội đồng Bộ trưởng vào năm 1950 với Iosif Stalin là chủ tịch Hội đồng Bộ trưởng

### Bộ
Năm 1946, Hội đồng Dân ủy Liên Xô được cải tổ thành Hội đồng Bộ trưởng và dân ủy, bộ dân ủy được đổi tên thành bộ trưởng, bộ. Các bộ trưởng đóng vai trò quan trọng trong việc ra quyết định Hội đồng Bộ trưởng và 73% bộ trưởng được bầu làm ủy viên chính thức Ban Chấp hành Trung ương tại Đại hội Đảng Cộng sản Liên Xô lần thứ 25.
Cuối thập niên 1950, Nikita Khrushchyov tiến hành cải tổ cơ cấu tổ chức Hội đồng Bộ trưởng nhằm phân cấp việc quản lý các ngành công nghiệp, doanh nghiệp địa phương bằng cách giải thể bỏ nhiều bộ và thành lập các xô viết kinh tế khu vực trực thuộc Xô viết kinh tế quốc dân tối cao. Tuy nhiên, cải cách của Khrushchyov thất bại vì cắt đứt quan hệ kinh tế giữa các khu vực và bị bãi bỏ sau khi Khrushchyov bị hạ bệ vào năm 1964. Các bộ đã bị giải thể được tái lập vào năm 1965. Trong cùng năm, Chủ tịch Hội đồng Bộ trưởng Aleksey Kosygin tiến hành một cuộc cải cách kinh tế mới nhằm phân cấp nền kinh tế Liên Xô, phân quyền tự chủ cho các doanh nghiệp nhà nước và tạo động lực lợi nhuận cho các doanh nghiệp.
Một số bộ có ảnh hưởng lớn hơn đến chính sách đối nội và đối ngoại của Liên Xô và bộ trưởng của những bộ đó thường là ủy viên Bộ Chính trị. Trong số đó có những nhân vật đáng chú ý như bộ trưởng Bộ Ngoại giao Lev Trotsky, Vyacheslav Molotov và Andrei Gromyko và bộ trưởng Bộ Quốc phòng Andrey Grechko và Dmitriy Ustinov.

### Ủy ban nhà nước

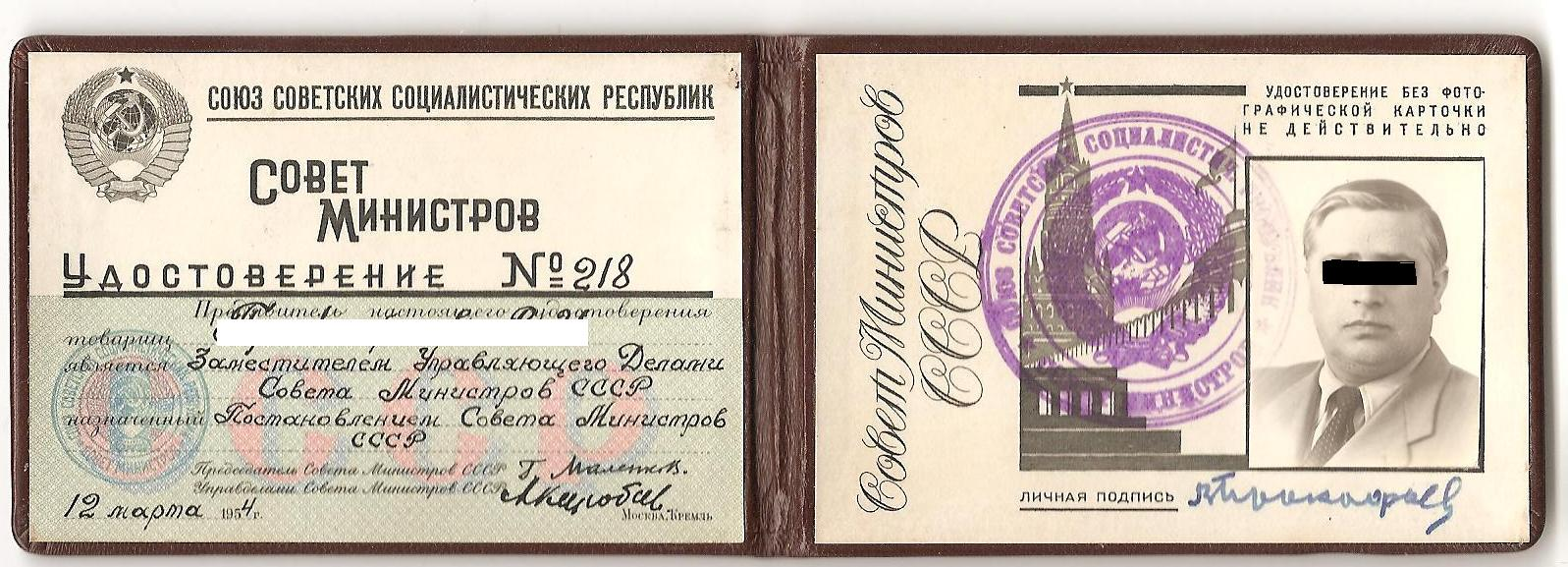
Thẻ cán bộ Hội đồng Bộ trưởng vào thập niên 1950

Ủy ban nhà nước phụ trách về nhiều lĩnh vực nhà nước, trái với một bộ chỉ phụ trách một lĩnh vực chính. Nhiều ủy ban nhà nước có thẩm quyền đối với một số hoạt động chung do các bộ thực hiện như nghiên cứu và phát triển, tiêu chuẩn hóa, quy hoạch, xây dựng, an ninh quốc gia, xuất bản, lưu trữ, v.v. Trong một số trường hợp như Ủy ban An ninh Nhà nước, không có sự khác biệt rõ ràng giữa một bộ và một ủy ban nhà nước.

### Đoàn chủ tịch
Đoàn Chủ tịch Hội đồng Bộ trưởng được thành lập vào tháng 3 năm 1953 trên cơ sở cải tổ một cơ quan đặc biệt được thành lập vào năm 1944 nhằm mục đích giám sát, phối hợp hoạt động của các ủy ban và những cơ quan nhà nước khác trực thuộc Hội đồng Dân ủy.
Trong suốt thời gian tồn tại, hoạt động của Đoàn Chủ tịch Hội đồng Bộ trưởng là một bí ẩn, thậm chí số lượng phiên họp cũng không được xác định. Sách giáo khoa Liên Xô và các quan chức mô tả Đoàn Chủ tịch là một cơ quan nội bộ của chính phủ. Churchward lưu ý rằng không thể xác định được vai trò của Đoàn Chủ tịch so với các cơ quan khác của Hội đồng Bộ trưởng. Nhà sử học người Anh Leonard Schapiro nhận xét rằng Đoàn Chủ tịch hoạt động giống như một "nội các" để hoạch định chính sách. Các nhà sử học Hough và Fainsod cho rằng có một "sự chồng chéo lớn" giữa trách nhiệm và chức năng của Ban Chấp hành Trung ương, Ban Bí thư Trung ương và Đoàn Chủ tịch Hội đồng Bộ trưởng. Tuy nhiên, Schapiro cũng không xác định được thành phần hoặc số lượng phiên họp của Đoàn Chủ tịch.
Trong thập niên 1970, chính quyền Liên Xô chính thức quy định trách nhiệm và thành phần của Đoàn Chủ tịch. Hiến pháp Liên Xô 1977 quy định Đoàn Chủ tịch là cơ quan "thường trực" của Hội đồng Bộ trưởng, có nhiệm vụ thực hiện quản lý về kinh tế và các nhiệm vụ hành chính khác. Theo một số ít tài liệu được công bố, Đoàn Chủ tịch phụ trách kinh tế kế hoạch và những quyết định quan trọng ít hơn so với Bộ Chính trị Ban Chấp hành Trung ương Đảng Cộng sản Liên Xô. Đoàn Chủ tịch gồm chủ tịch Hội đồng Bộ trưởng, phó chủ tịch thứ nhất, các phó chủ tịch và các thành viên khác của Hội đồng Bộ trưởng. Tuy nhiên, danh tính của các thành viên (ngoại trừ chủ tịch Hội đồng Bộ trưởng) không được công khai.